# Milesia (schimmelgeslacht)
Milesia is een geslacht van schimmels behorend tot de familie Milesinaceae. Het typesoort is Milesia polypodii.

## Soorten
Volgens Index Fungorum telt het geslacht 16 soorten (peildatum maart 2023):
| Soortnaam                      | Auteur(s)                                         | Publicatiejaar |
| ------------------------------ | ------------------------------------------------- | -------------- |
| Milesia acuta                  | Faull                                             | 1956           |
| Milesia bauhiniicola           | Y. Ono, Buriticá & J.F. Hennen                    | 1992           |
| Milesia canavaliae             | Y. Ono, Buriticá & J.F. Hennen                    | 1992           |
| Milesia cubana                 | Y. Ono, Buriticá & J.F. Hennen                    | 1992           |
| Milesia cupheae                | (Henn.) Buriticá                                  | 1995           |
| Milesia dunbariae              | (Arthur & Cummins) Y. Ono, Buriticá & J.F. Hennen | 1992           |
| Milesia erythrinae-ovalifoliae | (Petch) Y. Ono, Buriticá & J.F. Hennen            | 1992           |
| Milesia glochidii              | Buriticá & J.F. Hennen                            | 1994           |
| Milesia kashmirana             | Afshan, S.H. Iqbal, Khalid & Niazi                | 2010           |
| Milesia lindsaeae              | S.D. Baker                                        | 1956           |
| Milesia magnusiana             | (Jaap) Faull                                      | 1932           |
| Milesia marginalis             | Faull & W.R. Watson                               | 1932           |
| Milesia polystichi-vestiti     | McKenzie                                          | 2008           |
| Milesia punctiformis           | Buriticá & J.F. Hennen                            | 1994           |
| Milesia silvae-knysnae         | Berndt                                            | 2008           |
| Milesia tenuis                 | Faull                                             | 1932           |